# 15407 Udakiyoo
15407 Udakiyoo este un asteroid din centura principală de asteroizi.

## Descriere
15407 Udakiyoo este un asteroid din centura principală de asteroizi. A fost descoperit pe 24 noiembrie 1997 la Moriyama de Yasukazu Ikari. Asteroidul prezintă o orbită caracterizată de o semiaxă mare de 2,27 ua, o excentricitate de 0,19 și o înclinație de 6,7° în raport cu ecliptica.